# Yehuda Levin
Yehuda Levin (né en 1954) est un rabbin juif orthodoxe basé à Brooklyn (New York), connu pour son soutien aux candidats républicains de droite et son opposition aux droits des gays, au féminisme et à l'avortement.
Il s'est présenté à de nombreuses élections, mais n'a jamais gagné.

## Croyances et activités politiques
Levin est un conservateur religieux qui se fait entendre en s'opposant aux droits des LGBT et à l'avortement.
Levin est également membre du comité consultatif de l'organisation "Juif contre la diffamation anti-chrétienne (es)" (Jews Against Anti-Christian Defamation).
Yehuda Levin a tendance à s'allier avec des chrétiens évangéliques pour lutter contre les droits des LGBT et autres demandes sociétales.
C'est ce qui l'a amené à soutenir Pat Buchanan en 1996,.
Levin s'est présenté à de nombreuses reprises à des élections publiques.
Il s'est présenté au Congrès en 1984 sur la liste républicaine, à la mairie de New York en 1985 sur la liste du droit à la vie, et au Conseil Municipal de New York en 1991 et 1993 sur la liste des conservateurs. Il a échoué à chacune de ces élections.
Levin a participé à l’annulation de la gay pride à Jérusalem.
En octobre 2010, Levin a travaillé avec Carl Paladino (en) et a préparé une déclaration anti-gay que Paladino a lue en partie dans la communauté juive orthodoxe et qui a fait la une des journaux nationaux. Paladino s'est ensuite excusé pour cette déclaration, obligeant Levin à retirer son soutien à Paladino.
Levin est souvent mentionné dans la culture populaire pour ses déclarations anti-homosexuelles, notamment sa déclaration imputant le séisme de 2010 à Haïti à la présence d'homosexuels dans l'armée.
Des membres de la communauté juive ont critiqué Levin à cause de son appel à cacher des pédophiles au sein de la communauté juive et à prétendre que le mariage homosexuel tue des Juifs.

### Soutiens politiques
Levin a soutenu la candidature du démocrate Randall Terry à la présidence des États-Unis en 2012.

## Approbations et critique
Yehuda Levin, élève du rabbin Avigdor Miller (en), a été félicité par des rabbins orthodoxes pour avoir défendu la tradition. Néanmoins, certains rabbins orthodoxes et dirigeants des communautés ashkénazes et hassidiques ont répondu négativement à Levin[réf. nécessaire] qui a également reçu le soutien de certains catholiques conservateurs pour des causes pertinentes au Congrès mondial des familles.